# 959
Cette page concerne l'année 959  du calendrier julien. Pour l'année 959 av. J.-C., voir 959 av. J.-C.  Pour la voiture, voir Porsche 959.
L'année 959 est une année commune qui commence un samedi.

## Événements
- 3 avril : le roi de Francie occidentale Lothaire se rend avec sa mère Gerberge de Saxe à Cologne pour célébrer les fêtes de Pâques auprès de son oncle l'archevêque Brunon, aussi duc de Lotharingie. Il s’engage à ne pas revendiquer la Lotharingie[1].
  - Après le départ de Lothaire, une grande révolte éclate en Lotharingie sous la conduite du comte Immon. Brunon partage son duché en deux parties nommées Haute-Lotharingie (correspondant à la Lorraine), donné à Frédéric, comte de Bar et Basse-Lotharingie ou Lothier (Brabant), confié à Godefroy de Metz[1]. Les deux ducs restent sous la domination des rois germaniques assurée par la vigilante surveillance des évêques.
- Avril : le roi de León Sanche Ier est restauré sur son trône par le calife de Cordoue Abd al-Rahman III après la prise de Zamora. La capitale León est prise l'année suivante et Ordoño IV doit se réfugier à Burgos[2].
- 14 mai : consécration à San Millán de la Cogolla, près de la tombe de l'ermite Millán, mort en 574, de l'église du monastère de  Suso ; le roi de Navarre García II lui concède d'importants privilèges[3]. Le scriptorium  du monastère a livré un manuscrit en latin, Glosas Emilianenses, dans les marges duquel auraient été écrits les premiers mots connus en castillan, en 977[4].
- Été : ambassade d’Olga de Kiev à Francfort-sur-le-Main auprès d’Otton Ier, dans le but de développer les échanges commerciaux avec l’Europe centrale. Olga demande un évêque et des prêtres latins à Otton[5].
- 1er octobre : Edgar, qui règne sur le Nord de l'Angleterre depuis 957, réunifie le royaume à la mort de son frère Eadwig (fin en 975).
- 9 novembre[6] : mort de Constantin VII Porphyrogénète. Début du règne de Romain II, empereur byzantin (fin en 963). L'empereur est dominé par sa femme Théophano. L'eunuque Joseph Bringas, nommé parakimomène, gouverne l’Empire sans contrôle, appuyé par de bons collaborateurs[7].
  - Intense activité diplomatique entre Kiev et Byzance, qui fait appel aux Russes pour organiser une expédition en Crète, qui est reconquise sur les Musulmans en 961[8].
- 24 novembre : prise de Fès par les Fatimides, qui occupent tout le Maroc à l'exception des enclaves omeyyades de [Ceuta] et Tanger[9].

- Robert de Troyes prend Dijon par trahison. Brunon de Cologne entre en Bourgogne à l'appel du roi Lothaire avec une armée composée de Lorrains et de Saxons. Il assiège Dijon et Troyes, mais Robert est secouru par son fils Archambaud, archevêque de Sens, et le comte de Sens, Rainard « le Vieux », et les deux sièges doivent être levés. Les Saxons auraient été battus à Villiers-Louis, à onze kilomètres de Sens et leur chef Helpon tué. Dijon est reprise l'année suivante par le roi Lothaire[1].
- Jean de Vandière devient abbé de Gorze en Lorraine[10].